# Michael Schindegger

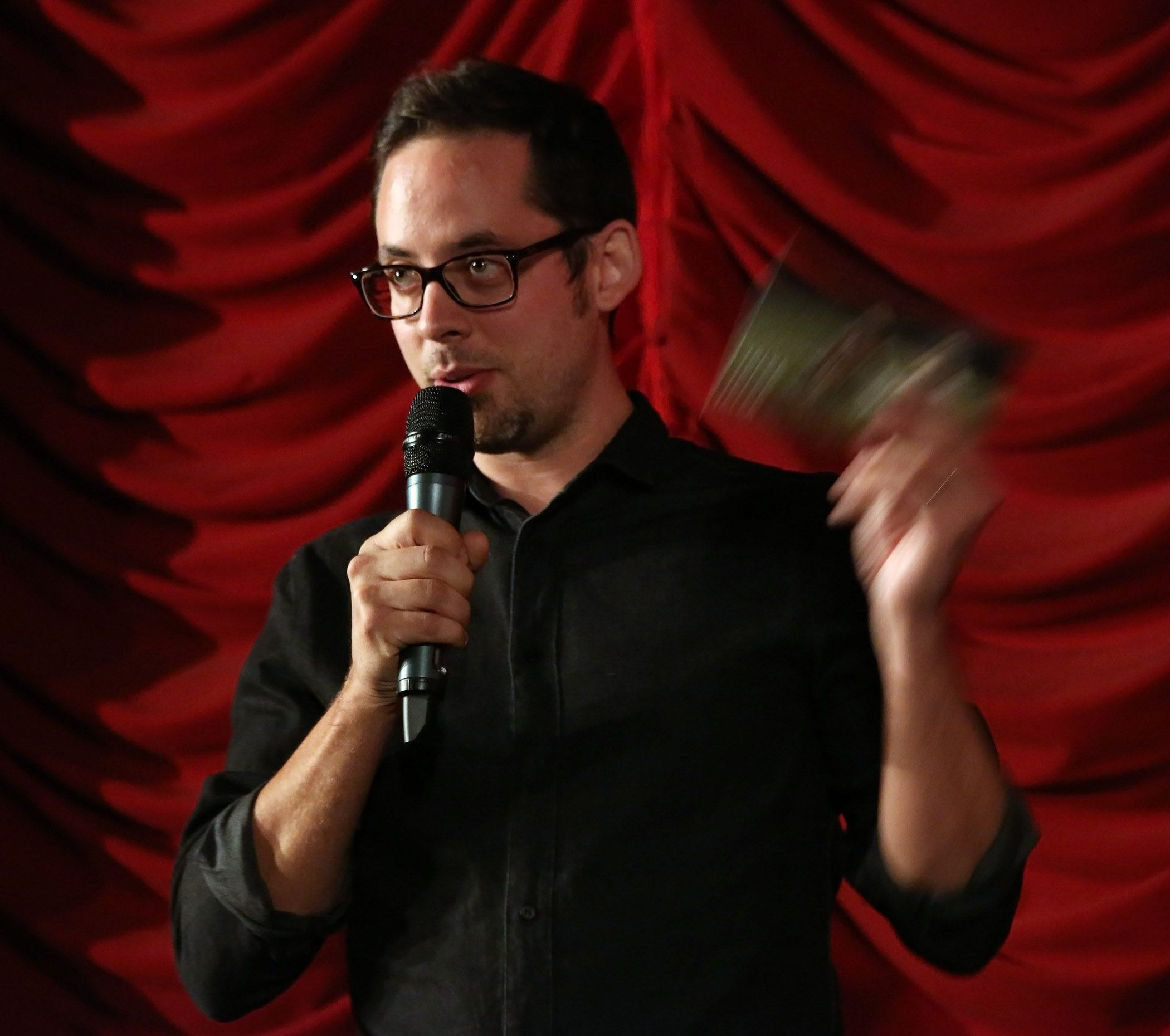
Michael Schindegger (2013)

Michael Schindegger (* 1981 in Wien) ist ein österreichischer Kameramann, Filmproduzent, Filmregisseur und Drehbuchautor.

## Leben
Michael Schindegger absolvierte fotografischen Ausbildung an der Graphischen Bundes-Lehr- und Versuchsanstalt in Wien, danach folgte ein einjähriger Aufenthalt in Bukarest. 2003 begann er ein Kamera-Studium an der Abteilung Film und Fernsehen der Universität für Musik und darstellende Kunst Wien bei Christian Berger. 2008 gab er sein Regiedebüt mit dem Dokumentarfilm Dacia Express, für den er 2009 mit dem Jurypreis auf dem Salzburger Filmfestival film:riss ausgezeichnet wurde. 2012 folgte sein zweiter Film Nr. 7.
Gemeinsam mit Flavio Marchetti, Katharina Mückstein und Natalie Schwager gründete er 2010 das Arbeitskollektiv und Filmproduktionsunternehmen La Banda Film. Für den Dokumentarfilm Holz Erde Fleisch von Sigmund Steiner wurde er im Rahmen der Verleihung des Österreichischen Filmpreises 2017 in der Kategorie Bester Dokumentarfilm gemeinsam mit Steiner, Marchetti, Mückstein und Schwager ausgezeichnet. Beim Österreichischen Filmpreis 2019 wurde er für den Spielfilm L’Animale von Katharina Mückstein mit Sophie Stockinger in der Hauptrolle für die beste Kamera und den besten Spielfilm nominiert.
Neben Katharina Mückstein, unter deren Regie er unter anderem beim Spielfilm Talea (2013), der Fernsehreihe Blind ermittelt (2020–2022), dem Dokumentarfilm Feminism WTF (2023) und der Tatort-Folge Dein Verlust (2024) die Kamera führte, arbeitete er beispielsweise mit Nina Kusturica für den Kinofilm Ciao Chérie (2017), mit Catalina Molina für den Ende 2020 erstmals ausgestrahlten ARD/ORF-Fernsehfilm Das Glück ist ein Vogerl und mit Katharina Rohrer für den Kinofilm What a Feeling (2024) zusammen.
Schindegger ist Mitglied der Akademie des Österreichischen Films.

## Filmografie (Auswahl)
Als Kameramann
- 2006: Esperando (Dokumentation)
- 2006: Trois Femmes de Moldavie (Kurzfilm)
- 2007: Krankheit der Jugend
- 2008: Dacia Express (Dokumentation)
- 2009: Rimini
- 2009: Töten (Kurzfilm)
- 2011: Survival Guide #1–6 (Kurzfilm)
- 2012: Nr. 7
- 2012: Tiger (Kurzfilm)
- 2013: Talea (Kinofilm)
- 2015: Raisa (Kurzfilm)
- 2015: The Kitchen – Das Leben kocht! (Dokumentation)
- 2016: Holz Erde Fleisch (Dokumentation)
- 2016: Secondo Me (Documentary)
- 2016: Vive la mort
- 2016: Mimikri (Kurzfilm)
- 2016: Matching Champions (Fernsehserie, eine Folge)
- 2016: Games of Strange – Acrobatic Combat (Fernsehserie)
- 2017: Tiere und andere Menschen (Dokumentation)
- 2017: Ciao Chérie (Kinofilm)
- 2018: L’Animale (Kinofilm)
- 2019: Ghost of a Chance (Kurzfilm)
- 2020: Das Glück ist ein Vogerl (Fernsehfilm)
- 2020: Blind ermittelt – Zerstörte Träume (Fernsehreihe, Alternativtitel Der Wien-Krimi: Blind ermittelt – Tod im Fiaker)
- 2022: Blind ermittelt – Tod im Prater (Fernsehreihe)
- 2022: Blind ermittelt – Die nackte Kaiserin (Fernsehreihe)
- 2022: Are You OK? (Kurzfilm)
- 2022: Roads Not Taken (Kurzfilm)
- 2023: Lass mich fliegen (Dokumentation)
- 2022: Für die Vielen – Die Arbeiterkammer Wien (Dokumentation)
- 2023: Feminism WTF (Dokumentation)
- 2024: Tatort: Dein Verlust (Fernsehreihe)
- 2024: What a Feeling (Kinofilm)

Als Produzent
- 2008: Dacia Express (Dokumentation)
- 2013: Talea (Kinofilm)
- 2016: Holz Erde Fleisch (Dokumentation)
- 2017: Tiere und andere Menschen (Dokumentation)
- 2018: L’Animale (Kinofilm)
- 2023: Feminism WTF (Dokumentation)

Als Regisseur
- 2008: Dacia Express (Dokumentation)
- 2011: Survival Guide #1–6 (Kurzfilm)
- 2012: Nr. 7 (Dokumentation)

Als Drehbuchautor
- 2012: Nr. 7 (Dokumentation)
- 2019: Ghost of a Chance (Kurzfilm)

## Auszeichnungen und Nominierungen
- film:riss 2009

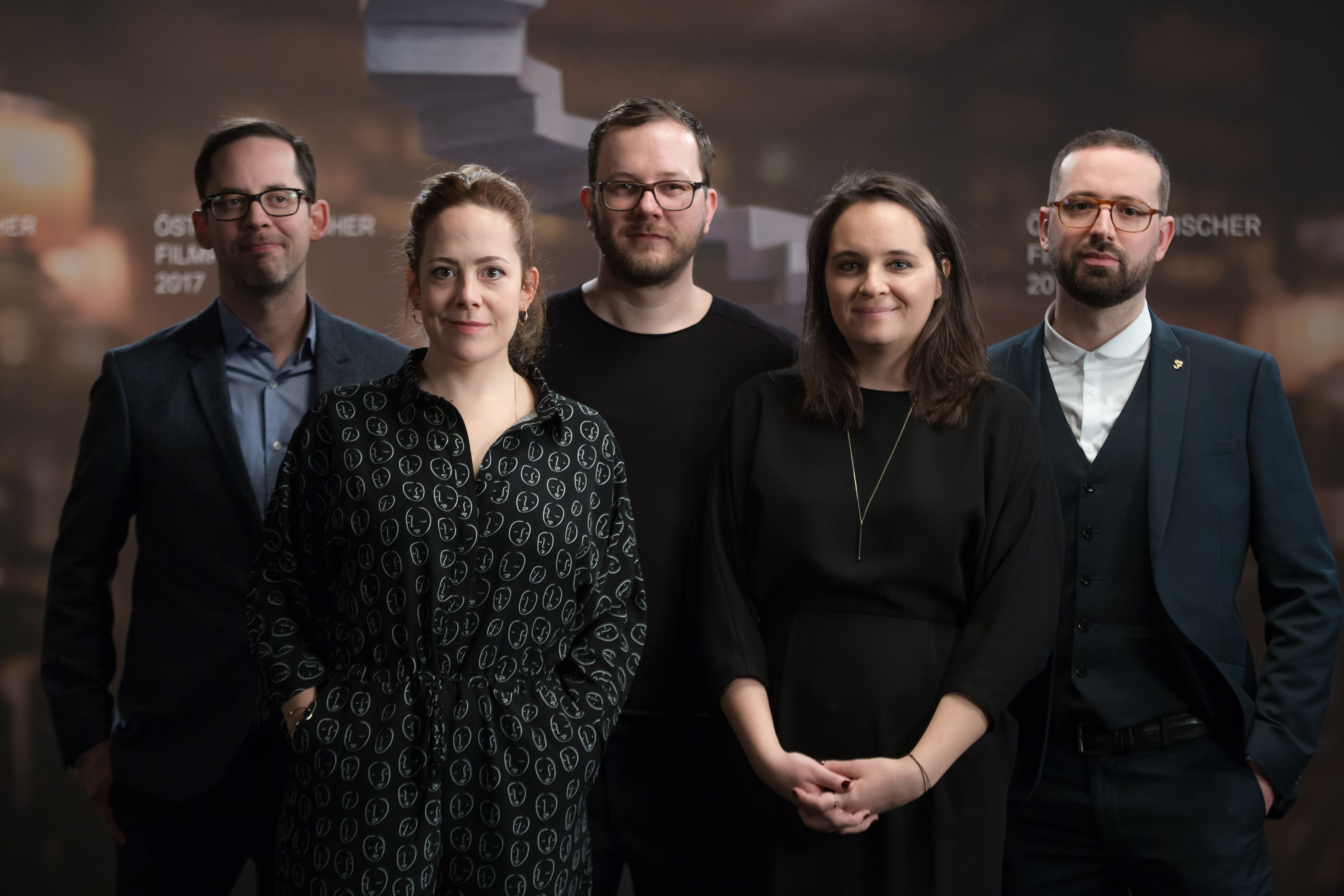
Michael Schindegger, Katharina Mückstein, Sigmund Steiner, Natalie Schwager und Flavio Marchetti

  - Auszeichnung mit dem Jurypreis in der Kategorie Dokumentation für Dacia Express
- Österreichischer Filmpreis 2017
  - Auszeichnung in der Kategorie Bester Dokumentarfilm für Holz Erde Fleisch[4]
- Österreichischer Filmpreis 2019
  - Nominierung in der Kategorie Bester Spielfilm für L’Animale[5]
  - Nominierung in der Kategorie Beste Kamera für L’Animale[5]